# Joan Isaac

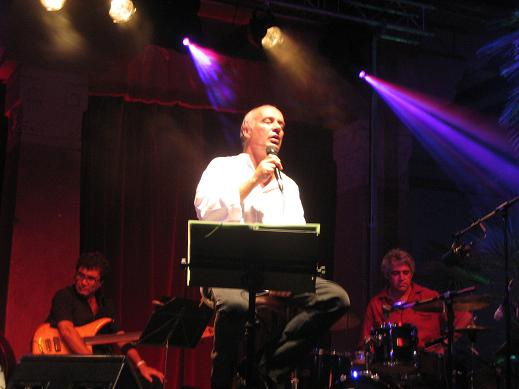
Joan Isaac im Jahr 2008

Joan Isaac (bürgerlich Joan Vilaplana i Comín, * 17. September 1953 in Esplugues de Llobregat) ist ein katalanischer Singer-Songwriter, der in der Tradition der Nova Cançó Catalana steht.
International bekannt wurde Joan Isaac vor allem durch das 1977 veröffentlichte Chanson A Margalida, das durch die Hinrichtung des jungen katalanischen Anarchisten Salvador Puig Antich 1974 in Barcelona inspiriert ist. Dieses Lied wurde zu einer Hymne gegen die Todesstrafe. Generell sprechen die Kompositionen Isaacs „über Liebe, Lieblosigkeit, über das Leben; sie reflektieren und prangern gleichzeitig die Isolation und Einsamkeit der Menschen in einer zunehmend entmenschlichten Gesellschaft an.“

## Leben und Werk
Seine Musikerkarriere begann er von 1969 bis 1972 als musikalischer Leiter der Gruppe Nosaltres. In den frühen 1970er Jahren trat er mit in den Konzerten von Lluís Llach auf. 1973 trat er erstmals vollkommen eigenständig als Solist auf. 1975 veröffentlichte er nach zwei Singles (Requiem 1973; Pero no me robareu la forza 1975) seine erste LP És tard („Es ist spät“). Es folgten Viure (1977, „Leben“), Barcelona ciutat gris (1980, „Barcelona, die graue Stadt“) und Inesperat (1984, „Unerwartet“). Er legte eine lange künstlerische Pause hinsichtlich öffentlichen Auftritten ein und widmete sich seinem Beruf als Apotheker. Dennoch war er laut eigenen Aussagen in dieser Zeit kompositorisch tätig. 1998 kehrte er dann mit dem Album Planeta sileci („der stille Planet“) in die Musikszene zurück. Seitdem veröffentlichte er De vacances (2000, „Urlaub“), Joies robades (2002, „Gestohlener Schmuck“), Només han passat cinquanta anys (2004, „Nur fünfzig Jahre sind vergangen“), De profundis (2006), Duets (2007), La vida al sol (2008, „Das Leben in der Sonne“), Auteclàssic (2009), Em declaro innocent (2011, „Ich erkläre für unschuldig“), Piano, piano (2012, „Leise, ganz leise“) und Manual d'Amor (2017, „Handbuch der Liebe“). Joan Isaac ist auch Autor der Sammlung poetischer Texte Intimisimi (2016, „Hoch intim“).